# 濛州
濛州，中国古代的州。
隋朝仁寿三年（603年）置濛州，治所在九陇县（今四川省彭州市西北），下辖郫县、九隴县、綿竹县。《太平寰宇记》卷73彭州：濛州“取濛水为名”。辖境相当今四川彭州市、郫县、都江堰市三地。大業二年（606年）废濛州，合并入益州。唐朝武德三年（620年）复置濛州，治所在九陇县。下辖九陇县、綿竹县（今四川省绵竹市）、导江县（今四川省都江堰市）。贞观二年（628年）又废濛州，属县归益州。垂拱二年（686年），在九陇县再设彭州。
濛州刺史
- 梁巘（武德年间）